# Infiniti EX Concept
O EX é um protótipo de utilitário esportivo apresentado pela Infiniti no Salão de Nova Iorque de 2007.